# Майкл Флінн (генерал)
Майкл Томас Флінн (англ. Michael Thomas Flynn; нар. грудень 1958, Міддлтаун, Род-Айленд) — американській військовий і державний діяч; колишній радник з національної безпеки президента Дональда Трампа (22.01.2017—13.02.2017); генерал-лейтенант у відставці та колишній директор військової розвідки США.
Генерал Флінн був змушений піти у відставку з посади радника президента у зв'язку з протизаконними контактами з послом Росії С.Кисляком. Перебування Флінна на цій посаді було найкоротшим у всій історії Сполучених Штатів, а його відставка викликала глибоку політичну кризу адміністрації Д.Трампа. Чимало авторитетних політичних оглядачів та численні ЗМІ підозрюють Майкла Флінна у державній зраді.
Майкл Флінн став першим фігурантом слідчої комісії генпрокуратури США на чолі з Робертом Мюллером. Наприкінці листопаду 2017 під тягарем доказів він був змушений дати згоду «співпрацювати зі слідством».

## Життєпис
У 1981 р. він закінчив Університет Род-Айленду зі ступенем бакалавра наук, після чого приєднався до Корпусу підготовки офіцерів запасу. Потім він служив у 82-ій повітрянодесантній дивізії (XVIII-й повітрянодесантний корпус) і Об'єднаному Командуванні спеціальних операцій. Він також служив у 25-ій піхотній дивізії, Об'єднаному навчальному центрі бойової підготовки армії і Центрі розвідки армії Сполучених Штатів.
Флінн отримав ступінь магістра ділового адміністрування в Університеті «Голден Гейт», магістра військового мистецтва і науки в Командно-штабному коледжі армії США, магістра мистецтв у галузі національної безпеки і стратегії у Військово-морському коледжі та почесного доктора в Інституті світової політики у Вашингтоні, округ Колумбія.
Він працював помічником начальника штабу, G2, XVIII повітрянодесантний корпус (Форт Брегг, штат Північна Кароліна) з червня 2001 р. і директором розвідки, Joint Task Force 180 в Афганістані до липня 2002 р. Флінн командував 111-ю бригадою військової розвідки з червня 2002 по червень 2004 рр.
Флінн був директором розвідки в Об'єднаному командуванні спеціальних операцій у період з липня 2004 по червень 2007 рр., служив в Афганістані (операція «Нескорена свобода») і Іраку. Він обіймав посаду директора розвідки у Центральному Командуванні з червня 2007 по липень 2008 рр., працював директором розвідки у Генштабі з липня 2008 по червень 2009 рр. і директором розвідки у Міжнародних силах сприяння безпеці у період з червня 2009 по жовтень 2010 рр.
У вересні 2011 р. Флінн був підвищений до генерал-лейтенанта і переведений до Офісу директора Національної розвідки.
З лютого 2016 р. він працював радником президентської кампанії Дональда Трампа.

## На посаді радника президента США
18 листопада 2016 новообраний президентом США Дональд Трамп запропонував генералу Майклу Флінну посаду радника з національної безпеки і того ж дня Трамп оголосив про це в змі. 20 січня 2017 року Флінн офіційно призначений на посаду радника.
21 січня 2017 агенти ФБР опитали Майкла Флінна щодо змісту його неофіційних розмов з російським послом у США Сергієм Кисляком, що мали місце 29 грудня 2016. Флінн відповів що розмови не було, він також повторив цю відповідь віце-президенту Майку Пенсу та іншим чиновникам адміністрації президента, а ті в свою чергу оприлюднили цю інформацію в змі. На початку лютого 2017 року Міністерство юстиції США попередило адміністрацію Президента, що генерал Флінн ввів в оману посадових осіб адміністрації щодо його комунікацій з російським послом, і що він є «потенційно вразливим для шантажу з боку Росії».
Крім того 11 лютого 2017 Центральне розвідувальне управління США відмовило заступнику Флінна Робіну Таунлі в допуску до вищого рівня секретної інформації, що по суті означало припинення його повноважень у Раді національної безпеки. Це викликало обурення самого Флінна та його союзників.
Спочатку «витік» конфіденційної інформації від спецслужб про таємні розмови Флінна з Кисляком був оприлюднений американськими змі — New York Times, Wall Street Journal та CNN. Згодом ФБР та військова контррозвідка США вже офіційно доповіли Д.Трампу, що Флінн збрехав. Він розмовляв у грудні 2016 з російським послом, передав через нього пораду В. Путіну не вводити російські антисанкції у відповідь на останні санкції проти РФ президента Б.Обами (висилка 35-ти російських дипломатів за втручання РФ у президентські вибори у США 2016) та пообіцяв, що вже нова адміністрація президента Д.Трампа перегляне санкції уряду США проти Росії за анексію Криму. Цими діями М.Флінн порушив закон США 1798 року — «Акт Логана», який забороняє американським громадянам, офіційно не наділеним відповідними повноваженнями, вести переговори з офіційними представниками іноземних держав, що мають розбіжності зі Сполученими Штатами.
13 лютого 2017 року під тиском відкритих фактів та на вимогу президента Трампа Флінн був змушений подати у відставку з посади радника з національної безпеки США. Відставка була прийнята з формулою «через втрату Флінном довіри президента».
Однак майже одночасно Дональд Трамп у промові під час офіційної зустрічі з Біньяміном Нетаньягу заявив, що
|  | ...Флінн є чудовою людиною... брехливі ЗМІ обійшлися з ним дуже несправедливо. |